# سیزران
شهر سیزران (به روسی: Сызрань) در کشور روسیه و در اوبلاست سامارا واقع شده‌است.